# Rafael Vásquez (beisbolista)
Rafael Vásquez Santiago (nacido el 28 de junio de 1958 en La Romana) es un ex lanzador dominicano que jugó en las Grandes Ligas de Béisbol. Vásquez lanzó en 9  partidos con los Marineros de Seattle durante la temporada de 1979. Terminó con récord de 1 ganados y 0 perdidos, promediando 1000 en porcentaje de ganado, 5.06 en promedio de carreras limpias permitidas, en 9 juegos lanzados, 8 finalizados, 16.0 innings lanzados. Permitió 23 hits, 9 carreras limpias, 4 jonrones, dio 6 base por bolas (1 intencional), 9 ponches, 1 hit by pitch y enfrentó a 73 bateadores.